# 家族マニュアル
『家族マニュアル』（かぞくマニュアル）は、2019年公開の日本映画。

## 概要
全てのシーンが、主演・平田満の出身地でもある愛知県豊橋市にて撮影された。

## ストーリー
家電メーカーに勤める山田二郎（平田満）は、取扱説明書を作成するマニュアル課の課長である。二郎は、人生のすべてを計画通りに進める為、日常生活のマニュアル作成にも余念がない。部下の柴田（松尾英太郎）や池内（飯田隆裕）は社内の研修マニュアルにさえ細かい指摘をしてくる二郎に嫌気がさしていた。
そんな二郎もついに60歳で定年退職を迎え、退職後の人生を計画的に過ごそうとしていた。しかし、そんな矢先に健康診断でガンであると宣告され、二郎の80歳までの人生計画が狂い始めた―。
二郎は、人生最後のマニュアル“山田家 家族取扱マニュアル”を作成し、長男（山中雄輔）、次男（山本篤士）、三男（小西貴大）の３人の息子たちの元を訪れることにするが…。

## キャスト
- 山田二郎：平田満
- 三男：小西貴大
- 長男：山中雄輔
- 山田良：山本篤士
- 飯島康太：竹田光呂
- 柴田：松尾英太郎
- 池内：飯田隆裕

## スタッフ
- 監督・脚本：内田英治
- プロデュース：森谷雄
- ラインプロデューサー：尾関玄
- 撮影：栗田東治郎
- 照明：藤井隆二
- 録音：西條博介
- 衣装：小松沙和
- ヘアメイク：唐沢知子
- 助監督：岩谷文雄
- 制作担当：内藤諭
- 編集：難波智佳子
- タイトル：本田貴雄
- 整音・効果：鈴木健太郎
- オンライン編集：原みきほ
- 企画・製作：アットムービー